# M40 (Denemarken)

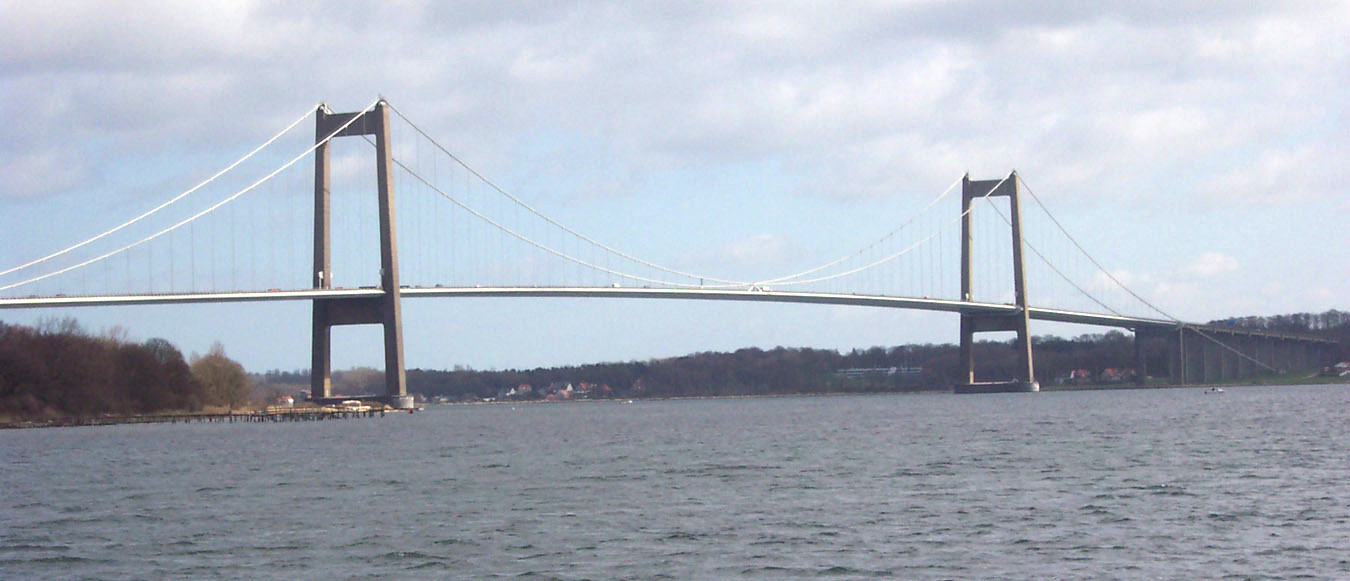
De Nieuwe Kleine Beltbrug in de M40

De M40 of Motorvej 40 is een autosnelweg in Denemarken. Het nummer M40 is slechts administratief. Op de bewegwijzering wordt het Europese nummer E20 weergegeven. Een onderdeel van de M40 is de Nieuwe Kleine Beltbrug.
De weg bestaat uit drie delen, een op het eiland Funen en twee op Jutland:
- Fynske Motorvej, de autosnelweg op Funen
- Østjyske Motorvej, een lange autosnelweg in Jutland. Het grootste deel heet M60.
- Taulovmotorvejen, een korte autosnelweg in Jutland